# Pallone a pugno
Il pallone a pugno ossia il ballon au poing in lingua francese è un gioco sferistico praticato in Francia.

## Storia

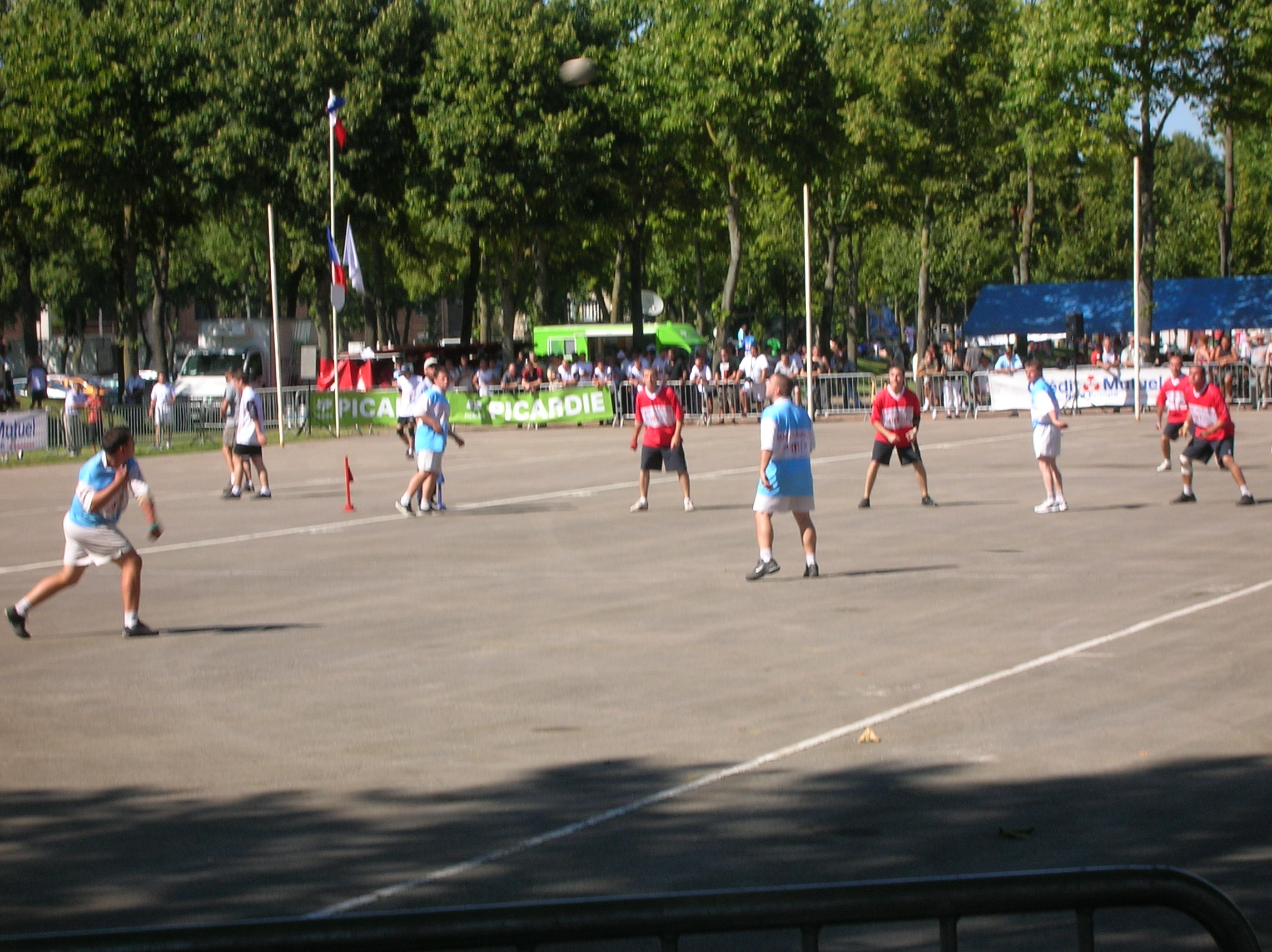
Campionato di Francia - 2009

L'antica origine di quest'attività atletica risale probabilmente a qualche gioco di pallone del primo millennio dopo Cristo, poi modificato in pallacorda, chiamata jeu de paume dai francesi. L'attuale modo di giocare fu codificato durante il regno di Luigi XIV di Francia subendo poche modifiche sino i tempi moderni. Attualmente la zona dove il ballon au poing è più popolare è quella della Piccardia. Sono attive oltre 40 associazioni e i praticanti sono circa 2.500. Amiens è la città dove ha sede la federazione francese che fu fondata nel 1935 e che annualmente organizza un campionato e una coppa di Francia.

## Regolamento
Il campo all'aperto sul quale si disputano le partite è definito ballodrome dai francesi, in italiano traducibile come pallodromo: questo campo è costituito da un rettangolo lungo 65 m e largo 12 m dove si affrontano due squadre di sei giocatori ciascuna. 

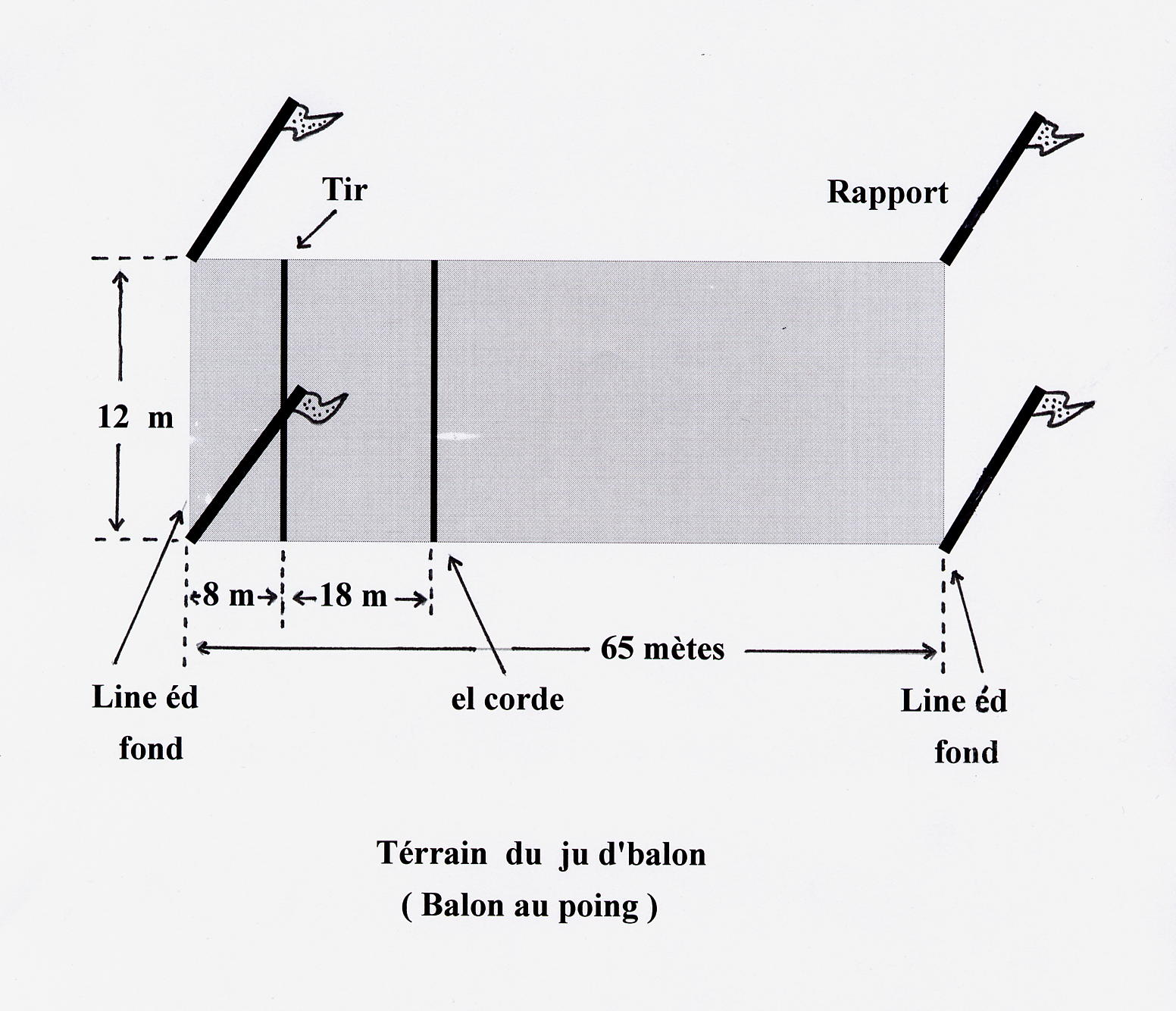
ballodrome

Con il pugno protetto da fasce si colpisce la palla, che pesa quasi mezzo chilo e ha circonferenza di 60–65 cm, per spingerla oltre una linea segnata su campo di gioco. Il punteggio è simile a quello del tennis ossia 15-30-40-game e la prima squadra che totalizza sette giochi con il sistema delle due cacce vince la partita.
Annualmente il 15 agosto si disputa la finale di campionato nel pallodromo La Hotoie di Amiens dove pure si svolge la sfida finale per aggiudicarsi la coppa di Francia a settembre.
|  |  |  |  |  |  |

La volée si effettua colpendo la palla al volo
foncier d' Hérissart - Campionato di Francia - 2013 - Amiens

## Voci correlate

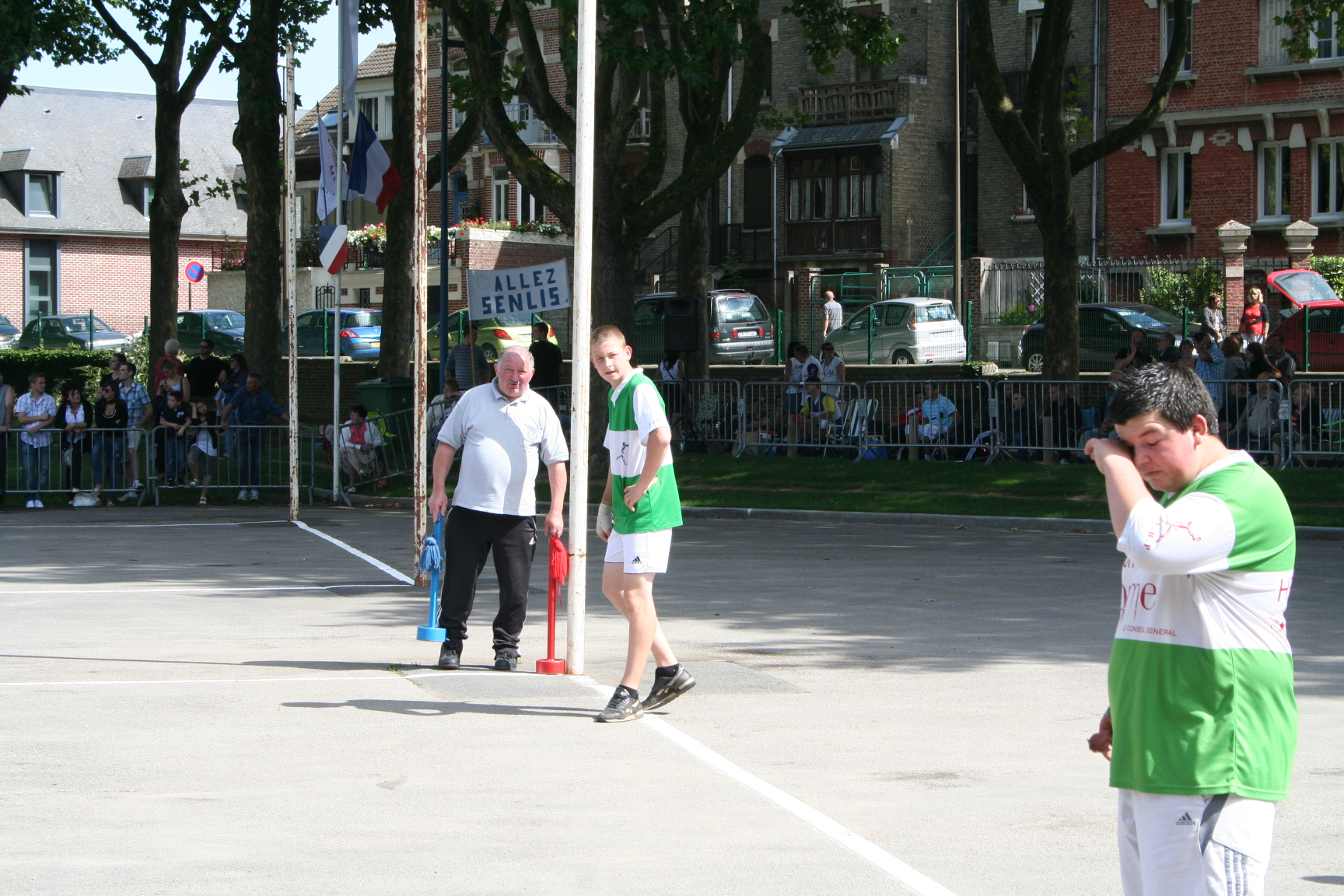
due cacce (Campionato di Francia 2011)